# Новозубово
Новозу́бово (рос. Новозубово) — село складі Спаського району Пензенської області, Росія.
Стара назва — совхоз Зубовський.
Населення — 509 осіб (2010; 538 у 2002).
Національний склад станом на 2002 рік:
- росіяни — 98 %